# August Ratz
August Moritz Ratz (* 18. September 1878 in Pöttelsdorf; † 11. September 1946 in Rust) war ein österreichischer Weinbauer und Politiker. Er war Abgeordneter zum Burgenländischen Landtag.

## Leben
August Moritz Ratz wurde als Sohn des evangelischen Pfarrers Johann Georg Ratz aus Pöttelsdorf geboren und war der Bruder von Alfred Ratz. August Ratz besuchte die Volksschule und absolvierte im Anschluss vier Klassen des Lyzeums in Sopron. In der Folge war Ratz als Landwirt und Weinbauer tätig und wurde 1932 zum Ökonomierat ernannt.
Ratz war verheiratet.

## Politik
Ratz war 1926 Vizebürgermeister und zwischen 1935 und 1938 Regierungskommissär der Freistadt Rust und zwischen dem 28./29. April 1931 und 1938 Kurator der Superintendentur der Burgenländischen Evangelischen Diözese A. B. Ratz wurde am 11. November 1934 im Burgenländischen Landtag angelobt, wobei er den Stand „Gesetzlich anerkannten Kirchen und Religionsgemeinschaften“ vertrat. Er gehörte dem Landtag während der Zeit des Austrofaschismus bis zur Auflösung des Landtages am 12. März 1938 nach der Machtübernahme durch die Nationalsozialisten an. 